# 小松原法難
小松原法難（こまつばらほうなん、小松原の法難）は、文永元年（1264年）11月11日に、天津に向かっていた日蓮一行が小松原（現千葉県鴨川市）に差し掛かった際に襲撃された事件。
日蓮による念仏批判を受けて激しく敵対心を抱いていた東条景信らが日蓮一行を襲撃した結果、弟子の鏡忍房日暁と信者の工藤吉隆が殺害され、日蓮自身も額を斬られるとともに左手を骨折するなどの重傷を負う。斬りつけた東条景信も落馬して逃亡したことにより、日蓮は難を逃れたとされる。現在、法難跡地には、小松原山鏡忍寺が存在している。

## 略歴
- 1263年（弘長3）日蓮が伊豆での流罪が許される。
- 1264年（文永元）故郷で病床にあった母を見舞うために帰郷。

その後、小松原で、法難に遭う。

## 関連資料
- 市川智康『日蓮聖人の歩まれた道』水書房
- 中尾堯『日蓮の寺』東京書籍（1987年）